# IC 2580
IC 2580 — галактика типу SBc () у сузір'ї Насос.
Цей об'єкт міститься в оригінальній редакції індексного каталогу.